# Said Dghay
Said Dghay (ur. 14 stycznia 1964) – marokański piłkarz grający na pozycji bramkarza.

## Kariera klubowa
Said Dghay podczas Mistrzostw Świata 1994 był zawodnikiem marokańskiego klubu Olympique Casablanca.

## Kariera reprezentacyjna
W reprezentacji Maroka Said Dghay grał w latach dziewięćdziesiątych.
W 1994 roku uczestniczył w Mistrzostwach Świata 1994.
Na Mundialu w USA Said Dghay był rezerwowym i nie wystąpił w żadnym spotkaniu.